# Karl Alfred von Liechtenstein

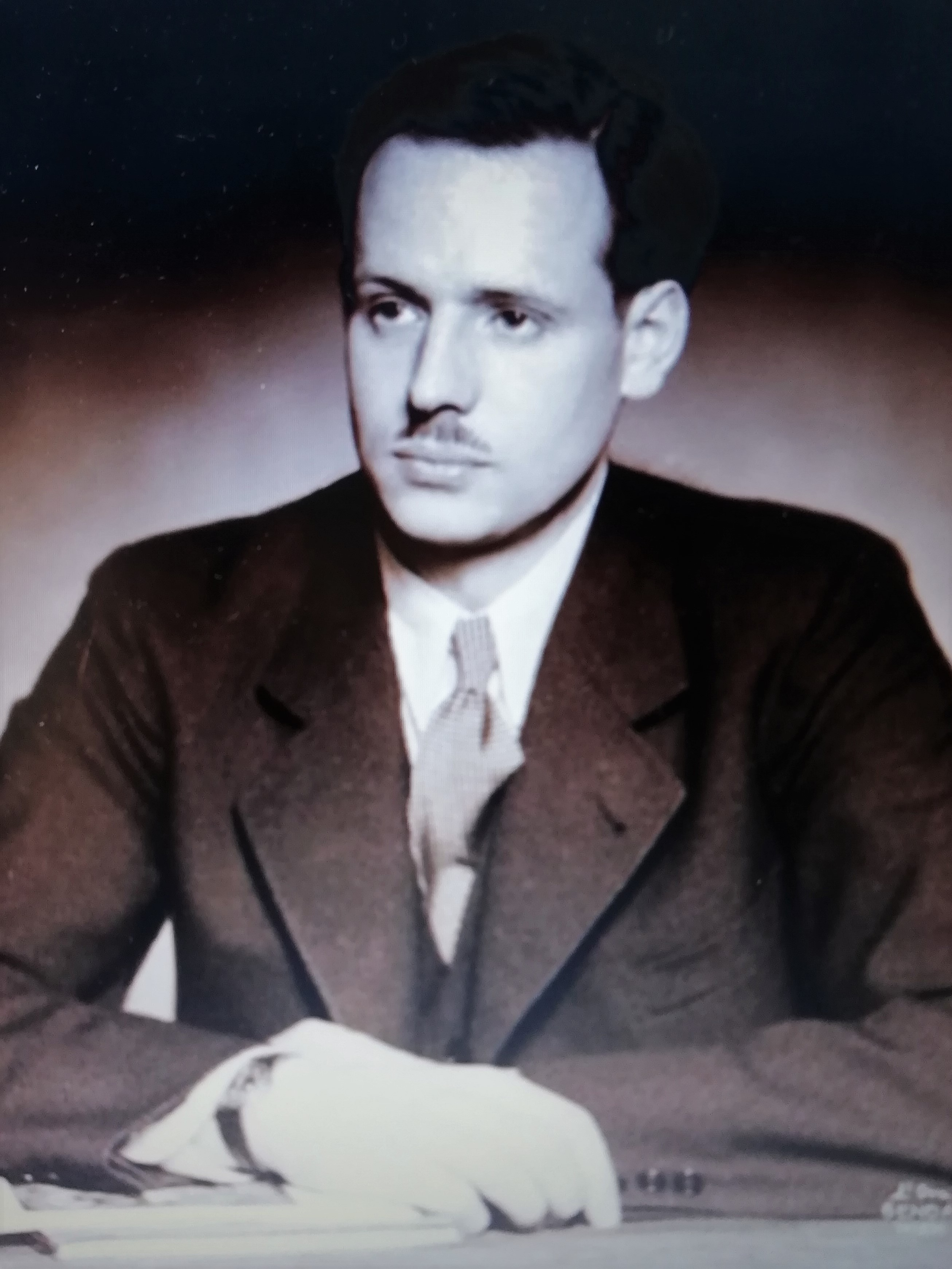
Karl Alfred von Liechtenstein (1943)

Prinz Karl Alfred Maria Johannes Baptista Heinrich Alois Georg Hartmann Ignatius von und zu Liechtenstein (* 16. August 1910 in Deutschlandsberg; † 17. November 1985 in Bruck an der Leitha) war ein liechtensteinischer Adliger und der nächstjüngere Bruder von Fürst Franz Josef II. Seit dem Tod des Fürsten Franz I. 1938 bis zur Geburt des damaligen Erbprinzen Hans-Adam im Jahr 1945 war er der Thronfolger gemäss dem liechtensteinischen Hausgesetz.

## Leben
Er war das dritte Kind und der zweite Sohn von Prinz Alois von Liechtenstein and Erzherzogin Elisabeth Amalie von Österreich.
Prinz Karl Alfred erlangte 1928 die Matura in Šumperk. Danach studierte er an der Universität für Bodenkultur in Wien, wo er Wasser- und Forstingenieur wurde. Zwischen 1935 und 1946 leitete er das väterliche Gut in Velké Losiny, wo er für die Wälder, Sägewerke und den Geschäftsverkehr mit den Nachbarregionen verantwortlich war.
1953 vertraten Karl Alfred und seine Frau Agnes das Land Liechtenstein offiziell bei der Krönung von Königin Elisabeth II. in London.
Zwischen 1946 und 1971 war er für die Entwicklung der Wälder seiner Familien in Österreich verantwortlich. Er spielt eine wichtige Rolle bei der Entwicklung des Naturparks Sparbach sowie bei der Gründung eines Spanplattenunternehmens in Kalwang in der Steiermark. Bereits 1946 hatte er mit seinen Brüdern ein Familienunternehmen für den Holz- und Furnierhandel gegründet, dessen alleiniger Eigentümer er 1969 wurde. Im selben Jahr wurde sein ältester Sohn Dominik Direktor des Unternehmens.
1967 vertraten Karl Alfred und Gerard Batliner das Land Liechtenstein bei der Beisetzung von Konrad Adenauer in Köln.
Als jüngerer Bruder des souveränen Fürsten spielte er auch eine politische Rolle. Er vertrat insbesondere die Interessen Liechtensteins gegen tschechoslowakische und sowjetische Behörden. Er war auch Mitglied verschiedener Verwaltungsräte darunter bei der Bank in Liechtenstein in Vaduz, Der Anglo-Elementar Versicherungs-AG in Wien, der Presta AG in Eschen und des Industrie- und Finanzkontor Est. in Vaduz.

## Auszeichnungen und Ehrungen
Franz Josef II. verlieh ihm 1939 anlässlich der Erbhuldigung das Grosskreuz des fürstlich liechtensteinischen Verdienstordens, später wurde ihm auch das Grosskreuz mit Brillanten verliehen.
Für seine Verdienste in Bezug auf zwischenstaatliche Abkommen erhielt er 1957 das Grosse Goldene Ehrenzeichen am Bande für Verdienste um die Republik Österreich.

## Familie
Er heiratete am 17. Februar 1949 auf Schloss Persenbeug in Österreich Erzherzogin Agnes Christina von Österreich (14. Dezember 1928 – 31. August 2007). Sie war das zweite Kind und die älteste Tochter von Erzherzog Hubert Salvator von Österreich und Prinzessin Rosmarie von Salm-Salm. Das Paar hatte sieben Kinder, darunter die Diplomatin Maria-Pia Kothbauer (* 1960).